# 生ハムメロン

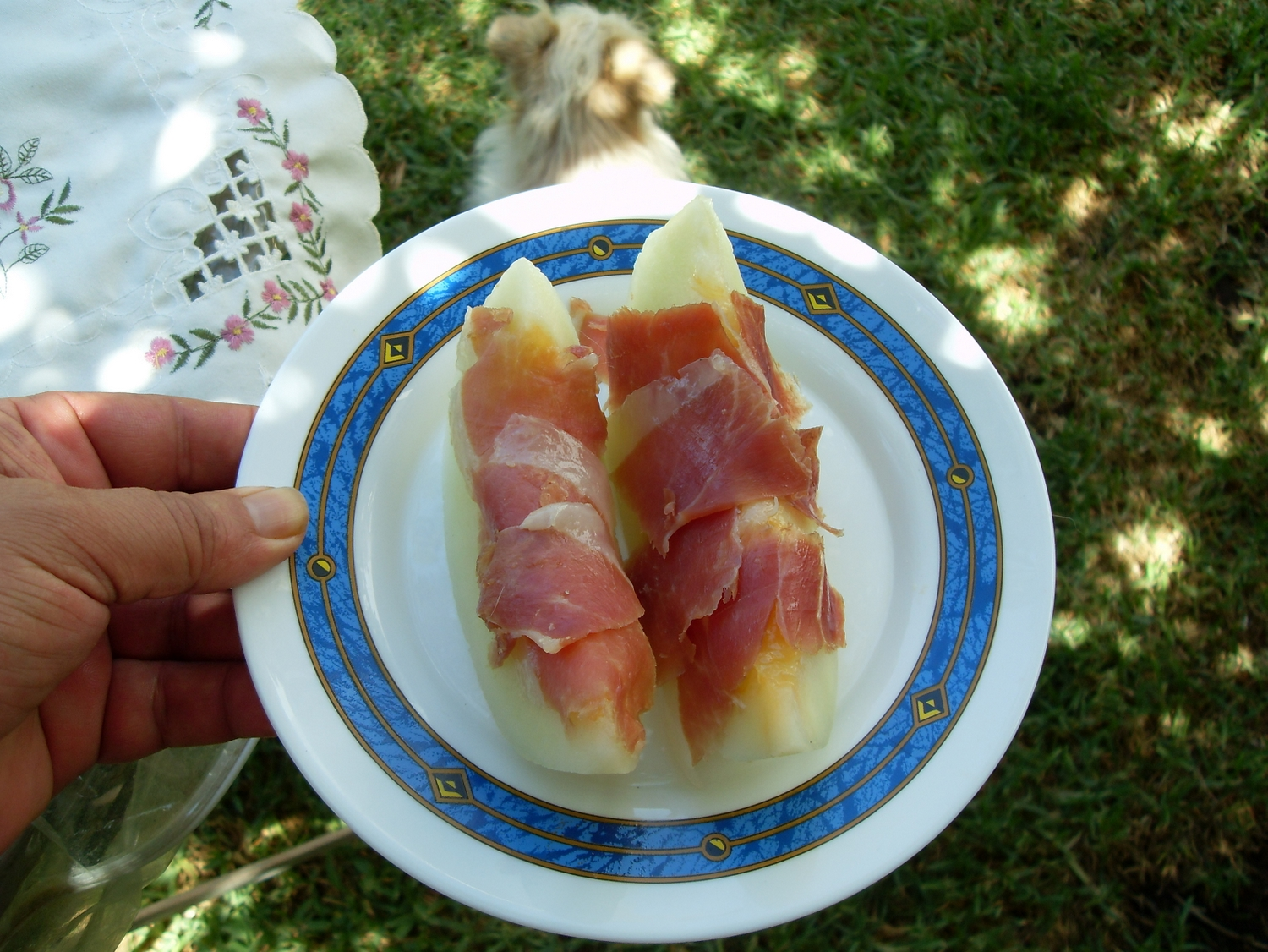
メロンと生ハム

生ハムメロン（なまハムメロン、イタリア語：Prosciutto e Melone、スペイン語：Melón con jamón）はイタリアとスペインの伝統的なオードブル。

## 概要

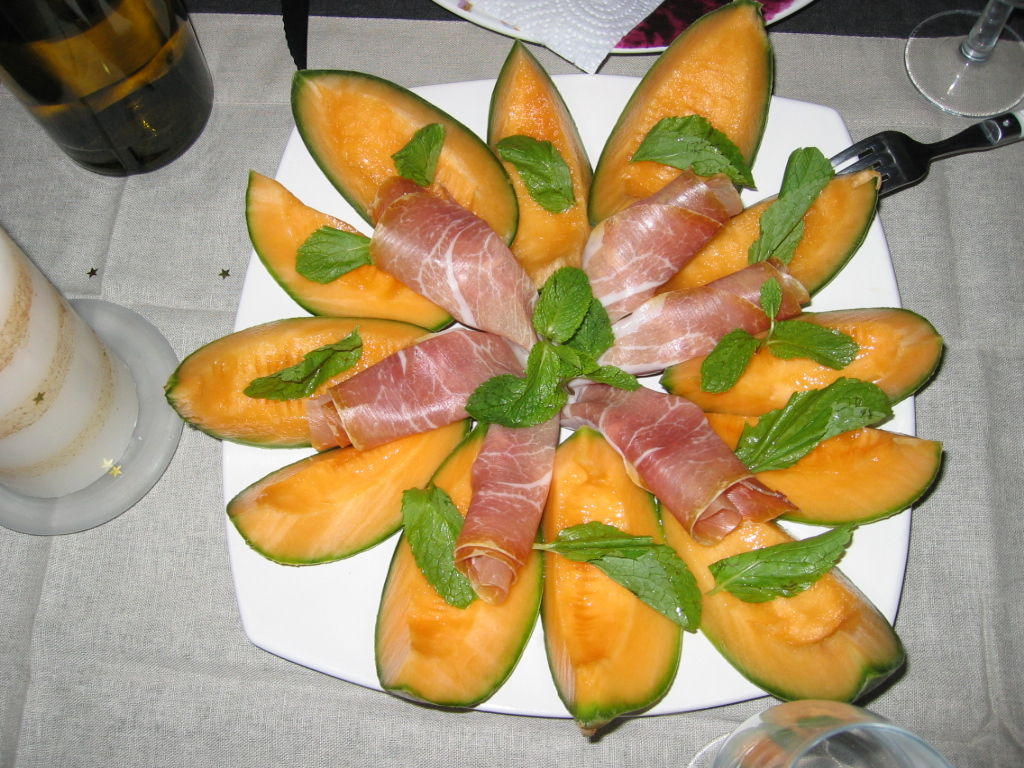
大皿での提供

生ハム（プロシュットやハモン・セラーノ）の薄切りをメロン（カンタロープ）の果肉に載せた料理。皿料理やカクテルスタイル、ピンチョスなど様々な形態で提供される。

## 特徴
元来は保存食であるハムの強い塩味をメロンの甘味が和らげる、もしくはメロンの青臭さをハムの風味がカバーするという、味覚上の相補性から発達した料理であると言われている。
生理学的な観点では、メロンに含まれるカリウムは、生ハムに食塩として多く含まれるナトリウムと体内で拮抗的な役割を担い、両者を同時に摂取できる生ハムメロンはそれらのバランスを損いにくい点で好ましい食べ合わせであるとされる。

## 日本
日本では、主にマスクメロン（青肉系ネットメロン）で食される料理である。しかし、日本のメロンでは、甘み・香りが強く、日本の生ハムは塩分が薄い。それにより、生ハムとメロンの風味が合わなくなり、好みが分かれる料理でもある一方、イタリアなどの生ハムは塩分が強いうえ、メロン（カンタロープ）は、甘み・香りが薄い野菜に近いものである。日本で作る場合、マスクメロンでなくマクワウリやまだ熟れきっていないプリンスメロンを使えばイタリアで食される物と比較的近い物になる。
日本の普及の背景には、昭和時代中期以後の国産メロンが食されるようになった時代とバブル時代の海外料理専門店の増加も関係する。
特に、イタメシ（イタリア料理）ブームでは、メディアに取り上げられることも多くなったことにより、日本全国に広く周知されるようになった。イタメシブーム自体は沈静化しているが、現在も食される料理である。